# Бабийчук, Дмитрий Михайлович
Дмитрий Михайлович Бабийчук (род. 14 января 1984, Славутский район, Хмельницкая область или Прикордонная Улашановка, Хмельницкая область) — украинский самбист и дзюдоист, бронзовый призёр чемпионата Украины по дзюдо, чемпион (2010), серебряный (2013) и бронзовый (2004, 2007, 2009, 2012) призёр чемпионатов Европы по самбо, бронзовый призёр розыгрыша Кубка Европы 2018 года по самбо, серебряный (2006) и бронзовый (2004, 2008, 2011, 2012) призёр чемпионатов мира по самбо, серебряный (2004) и бронзовый (2010) призёр розыгрышей Кубка мира по самбо, серебряный призёр соревнований по самбо Всемирных игр боевых искусств 2013 года, Заслуженный мастер спорта Украины по самбо. По самбо выступал в первой полусредней (до 68 кг) и второй полусредней (до 74 кг) весовых категориях. Тренировался под руководством Геннадия Горохова. Излюбленными приёмами Бабийчука были рычаг колена и ущемление ахиллесова сухожилия. Выпускник Национальной академии внутренних дел Украины. Работает тренером по борьбе Нетешинской детско-юношеской спортивной школы.

## Выступления на чемпионате Украины
- Чемпионат Украины по дзюдо 2010 года — ;